# فيتيمسكيي (إركوتسك)
فيتيمسكيي (بالروسية: Витимский) هي مدينة في مقاطعة إركوتسك أوبلاست في روسيا.
يبلغ عدد سكانها حوالي 711 نسمة.